# Cina ai XVI Giochi olimpici invernali
La Cina partecipò ai XVI Giochi olimpici invernali, svoltisi ad Albertville, Francia, dall'8 al 23 febbraio 1992, con una delegazione di 32 atleti impegnati in sei discipline.